# 1-プロパノール
1-プロパノール (1-propanol) は、IUPAC系統名ではプロパン-1-オールとも呼ばれる一価の第一級アルコール。1-プロピルアルコール、 n-プロピルアルコール（ノルマル—）とも呼ばれる。融点 −126.5 ℃、沸点 97.15 ℃ の特異臭のある無色の液体で、水、有機溶媒に混和する。引火点は 24℃で、常温で引火する。人体への毒性は低く、日本を始め欧米など多くの国で食品添加物や香料としての使用が認められている。
消防法に定める第4類危険物 アルコール類に該当する。
1-プロパノールはフーゼル油を蒸留することで得られていたが、現在はほぼ全てエチレンのヒドロホルミル化によって得られるプロピオンアルデヒド（プロパナール）を、ロジウム錯体等の触媒によって水素化する方法で作られている（下記の反応）。
{\displaystyle {\ce {C2H4\ + CO\ + H2 -> CH3CH2CHO}}}
{\displaystyle {\ce {CH3CH2CHO\ + H2 -> CH3(CH2)2OH}}}